# ベンジャミン・ブロツキー
ベンジャミン・ブロツキー（Benjamin Brodsky, 1875年8月1日/1877年8月15日 - 1960年）は中国や日本で映画産業に携わり、中国と日本の映画産業に影響を与えた人物である。

## 経歴
ベンジャミン・ブロツキーは、本人の日記によれば1875年8月1日に、パスポートによれば1877年8月15日に生まれた。ユダヤ人で、出生地はロシア（現ウクライナ）のテクタリンかオデッサかエカチェリノスラフである。米国に移民してサーカスや演劇で働いてから、海運業や不動産業に携わった後に、ヴァラエティ映画交換社（Variety Film Exchange）を設立して、映画製作会社から映画を購入して映画館に供給する仕事を始めた。サンフランシスコだけでなく、定期航路でつながっていたホノルル・横浜・香港にも事務所を構えた。

## 中国で活躍
1912年から1915年に中国各地で A Trip Through China を撮影し、1914年に香港で中国製造影片有限公司を設立し、若いエリート中国人たちと共に働いて中国に映画のノウハウを伝えた。1916年から1917年に A Trip Thhrough China を米国で上映すると大成功して、ブロツキーは「東洋のグリフィス」とか「中国映画王」と呼ばれた。

## 東洋フィルム会社
1917年8月に来日して、浅野財閥の東洋汽船が設立した東洋フィルム会社の支配人になると、米国から機材を調達し、マーガレット・リサイト(Margaret Clancey)、栗原トーマス、ウォーレス・ビアリー、撮影技師のロジャー・デイルなどのスタッフを迎えた。1917年から1918年にかけて Beautiful Japan 制作のために、日本政府が提供した特別列車で移動しながら日本全国の観光名所を撮影した。これは日本映画としては異例の期間と費用をかけた撮影だった。1918年11月に渡米して Beautiful Japanと Sanji Goto（邦題『成金』）を米国で配給しようと試みたが、前者の一部を短編映画にした A Trip Through Japan with the YWCAが無料上映されただけだった。1919年6月に編集し直した映画を配給しようとしたが、駄目だった。結局 Beautiful Japan は東京の帝国ホテルで披露されただけで失敗に終わった。1920年2月にブロツキーは日本を去った。米国ではサンライズフィルム会社（Sunrise Film Manufacturing Company）の支配人としてアメリカ映画を買い付けて大正活映（東洋フィルム会社の後身）に配給した。1960年にロサンジェルスで没した。